# Daniil Aldoshkin
Daniil Alexeyvich Aldoshkin (en russe : Даниил Алексеевич Алдошкин), né le 19 juin 2001 à Kolomna, est un patineur de vitesse russe.

## Biographie
Aldoschkin fait ses débuts internationaux aux Championnats du monde juniors 2018 à Salt Lake City, où il remporte la médaille de bronze en poursuite par équipe. L'année suivante, il remporte la médaille de bronze du 5000 m et la médaille d'argent de la poursuite par équipe aux Championnats du monde juniors de Baselga di Piné.
Il s'engage en coupe du monde lors de la saison 2019/20 dans le groupe B tout en participant aux championnats du monde juniors 2020 à Tomaszów Mazowiecki avec à la clé les médailles d'or sur 5000 m et en poursuite par équipe ainsi que la médaille d'argent au sprint par équipe.
Au cours de la saison 2020/21, il décroche son premier podium en Coupe du monde à Heerenveen avec la troisième place en poursuite par équipes ; il termine sixième du 5000 m aux Championnats du monde des distances individuelles 2021 à Heerenveen. Aux Championnats d'Europe en janvier 2022 à Heerenveen, il termine quatrième du 1500 m. Il fait partie de la délégation du comité olympique russe aux Jeux olympiques d'hiver de 2022 à Pékin où il se classe 14e sur 1500m et 5e au départ groupé ; il remporte néanmoins la médaille d'argent de la poursuite par équipes avec Trofimov et Zakharov.